# Summit Series
Le Summit Series, note allora anche con il nome di Canada-USSR Series, in russo Суперсерия СССР - Канада (Superserija SSSR - Kanada), furono una serie di otto incontri di hockey su ghiaccio disputate fra le nazionali dell'Unione Sovietica e del Canada nel settembre del 1972. In origine la serie si sarebbe dovuta chiamare Friendship Series, ovvero serie dell'amicizia, tuttavia la rivalità sportiva e ideologica prese presto il sopravvento sulle intenzioni iniziali. Essa fu la prima competizione ufficiale disputata dall'Unione Sovietica contro una selezione canadese formata da giocatori professionisti della National Hockey League, nota con il nome di Team Canada. Questa fu inoltre la prima partecipazione in eventi ufficiali del Canada dopo il ritiro dagli eventi internazionali organizzati dalla International Ice Hockey Federation a causa di una disputa con la stessa federazione internazionale sulla definizione di dilettantismo. La serie fu programmata con l'intenzione di stabilire quale fosse la nazionale più forte al mondo di hockey su ghiaccio. I sovietici diventarono la prima potenza mondiale nelle competizioni internazionali da quando fu vietata la partecipazione dei giocatori professionisti del Canada, mentre i nordamericani vantavano una tradizione più lunga e una serie ininterrotta di trionfi prima dell'ascesa dell'Unione Sovietica.

## Organizzazione
Gli emissari di Hockey Canada incontrarono i sovietici a Praga nell'aprile del 1972 durante i campionati mondiali. Le due parti si accordarono così: le prime quattro si sarebbero svolte in Canada, a Montréal (Forum de Montréal), Toronto (Maple Leaf Gardens), Winnipeg (Winnipeg Arena) e a Vancouver (Pacific Coliseum), mentre le altre quattro si sarebbero giocate in Unione Sovietica, a Mosca presso l'Olimpijskij Kompleks Lužniki. I canadesi accettarono di giocare nel mese di settembre con le norme internazionali. Dal punto di vista arbitrale furono scelti per le prime quattro gare arbitri della IIHF nordamericani non professionisti, mentre per gli incontri a Mosca si sarebbero scelti arbitri europei. A differenza dei campionati mondiali gli arbitri in pista furono due, come già praticato in NHL, coadiuvati da due arbitri di linea. I canadesi accettarono tali condizioni ritenendo di non avere problemi ad adattarsi anche a regolamenti non utilizzati in Nordamerica. Tuttavia il presidente della Canadian Amateur Hockey Association Joe Kryzcka, presente alle negoziazioni, intuì che tali concessioni si sarebbero rivelate in realtà dei vantaggi per i sovietici, ritenendo fossero già al livello di una formazione della NHL. La NHL cercò inutilmente di rimandare la competizione nei mesi di ottobre o di novembre.
L'ex allenatore dei Boston Bruins Harry Sinden, ritiratosi dall'hockey dopo aver lasciato la guida dei Bruins nel 1970, fu indicato dai media nordamericani come un possibile candidato per l'incarico. In un'intervista Sinden stesso ammise di essere disponibile e di voler accettare il ruolo di selezionatore. Nel mese di giugno dopo i colloqui con Hockey Canada Harry Sinden fu scelto ufficialmente come allenatore del Canada. Sinden scelse l'ex giocatore dei Montreal Canadiens John Ferguson come assistente, dopo aver cercato di convincerlo a disputare il torneo da giocatore.
Dall'altra parte invece i sovietici selezionarono come allenatore per la serie Vsevolod Bobrov. Bobrov durante la propria carriera da giocatore sfidò la nazionale canadese negli anni 1950, mentre in seguitò guidò la selezione calcistica sovietica e la sezione hockeistica dello Spartak Mosca. Bobrov sostituì Anatolij Tarasov al termine del torneo olimpico di Sapporo 1972. Alla guida dell'Unione Sovietica Bobrov prese parte anche ai mondiali del 1972, nei quali la Cecoslovacchia mise termine ad una striscia consecutiva di nove successi da parte dei sovietici.

## Serie
Le prime quattro partite furono giocate in Canada, mentre le ultime quattro vennero disputate a Mosca. L'Unione Sovietica sorprese la nazionale canadese e gli organi di stampa specializzati grazie al successo nella gara iniziale vinta per 7-3; infatti molti giornalisti prima dell'avvio del torneo prevedettero un facile successo della selezione nordamericana. Dopo il successo canadese in Gara 2 vi fu un pareggio, mentre all'ultima gara su suolo canadese i sovietici si riportarono in testa con due successi a uno. La serie riprese due settimane dopo in Unione Sovietica. I sovietici vinsero Gara 5, allungando il margine di vantaggio sugli avversari. Nelle ultime tre partite il Canada rovesciò l'andamento della serie grazie ad altrettante vittorie, portando il risultato a quattro vittorie, tre sconfitte ed un pareggio. La rimonta canadese iniziò in concomitanza con l'infortunio del russo Valerij Charlamov, fortissima ala sinistra messa ko a seguito della frattura della caviglia ad opera del canadese Clarke, infortunio pianificato a tavolino dalla squadra nordamericana come spiegherà anni dopo l'assistant coach John Ferguson. Nel corso della decisiva Gara 8 i canadesi riuscirono a rimontare nell'ultimo periodo uno svantaggio di due reti. La rete del successo finale giunse a soli 34 secondi dalla sirena finale ad opera di Paul Henderson.
La serie ebbe luogo nelle fasi più accese della guerra fredda, e da entrambe le parti, sul ghiaccio e fra l'opinione pubblica, la competizione fu vissuta con un forte spirito nazionalistico. Tali partite permisero al mondo occidentale di conoscere per la prima volta numerose stelle sovietiche fino ad allora ignorate, come quelle di Aleksandr Jakušev, Valerij Charlamov e soprattutto del portiere Vladislav Tret'jak, messosi in mostra nel corso di tutte e otto le partite disputate. Il Team Canada, prima formazione costituita da atleti professionisti della NHL in ambito internazionale, fu trascinata da Phil Esposito, capocannoniere della serie con tredici punti, rilevante oltre che in fase realizzativa anche in fase di costruzione del gioco. La linea d'attacco nordamericana formata da Bobby Clarke, Ron Ellis ed Henderson, giocatori non ancora ritenuti delle stelle nelle loro franchigie NHL, contribuì sorprendentemente al successo finale del Canada. La serie fu caratterizzata da numerose polemiche, la prima delle quali fu l'esclusione dal roster del Canada dell'attaccante Bobby Hull; le controversie riguardarono anche il metro di giudizio degli arbitri, le numerose scorrettezze di gioco da parte di entrambe le formazioni e l'infortunio volontario ai danni di Charlamov da parte di Clarke durante gara 6, avvenimento decisivo nell'andamento del torneo.

## Tabellini
| Arbitri: | Leo Gagnon Gordon Lee |

| |            | |
| (F. Mahovlich, Bergman) P. Esposito 00:30 (Clarke) Henderson 06:32 (Ellis, Henderson) Clarke 48:22 | Marcatori  | 11:40 Zimin (Jakušev, Šadrin) 17:28 Petrov (Michajlov) 22:40 Charlamov (Mal'cev) 30:18 Charlamov (Mal'cev) 53:32 Michajlov (Blinov) 54:29 Zimin 58:37 Jakušev (Šadrin) |
| 29 - P - Ken Dryden 2 - D - Gary Bergman 5 - D - Brad Park 6 - AD - Ron Ellis 7 - C - Phil Esposito 8 - AD - Rod Gilbert 11 - AS - Vic Hadfield 12 - AD - Yvan Cournoyer 15 - AS - Red Berenson 16 - D - Rod Seiling 18 - C - Jean Ratelle 19 - AS - Paul Henderson 20 - AS - Pete Mahovlich 24 - AD - Mickey Redmond 25 - D - Guy Lapointe 26 - D - Don Awrey 27 - AS - Frank Mahovlich 28 - C - Bobby Clarke | Formazioni | Vladislav Tret'jak - P - 20 Aleksandr Gusev - D - 2 Vladimir Lutčenko - D - 3 Viktor Kuz'kin - D - 4 Aleksandr Ragulin - D - 5 Gennadij Cygankov - D - 7 Vladimir Vikulov - AD - 8 Jurij Blinov - AS - 9 Aleksandr Mal'cev - AD - 10 Evgenij Zimin - A - 11 Evgenij Mišakov - AS - 12 Boris Michajlov - AS - 13 Aleksandr Jakušev - AS - 15 Vladimir Petrov - C - 16 Valerij Charlamov - AS - 17 Vladimir Šadrin - C - 19 Jurij Ljapkin - D - 25 Evgenij Palad'ev - D - 26 |
| Harry Sinden | Allenatori | Vsevolod Bobrov |

| Arbitri: | Steve Dowling Frank Larsen |

| |            | |
| (Park, Cashman) P. Esposito 27:14 (Park) Cournoyer 41:19 (P. Esposito) P. Mahovlich 46:47 (Mikita, Cournoyer) F. Mahovlich 48:59 | Marcatori  | 45:53 Jakušev (Ljapkin, Zimin) |
| 35 - P - Tony Esposito 2 - D - Gary Bergman 3 - D - Pat Stapleton 5 - D - Brad Park 6 - AD - Ron Ellis 7 - C - Phil Esposito 9 - AD - Bill Goldsworthy 12 - AD - Yvan Cournoyer 14 - AD - Wayne Cashman 17 - D - Bill White 19 - AS - Paul Henderson 20 - AS - Pete Mahovlich 21 - C - Stan Mikita 22 - AS - Jean-Paul Parisé 23 - D - Serge Savard 25 - D - Guy Lapointe 27 - AS - Frank Mahovlich 28 - C - Bobby Clarke | Formazioni | Vladislav Tret'jak - P - 20 Aleksandr Gusev - D - 2 Vladimir Lutčenko - D - 3 Viktor Kuz'kin - D - 4 Valerij Vasil'ev - D - 6 Gennadij Cygankov - D - 7 Aleksandr Mal'cev - AD - 10 Evgenij Mišakov - AS - 12 Boris Michajlov - AS - 13 Jurij Šatalov - D - 14 Aleksandr Jakušev - AS - 15 Vladimir Petrov - C - 16 Valerij Charlamov - AS - 17 Vladimir Šadrin - C - 19 Vjačeslav Soloduchin - C - 21 Vjačeslav Anisin - C - 22 Jurij Lebedev - AD - 23 Aleksandr Bodunov - AS - 24 |
| Harry Sinden | Allenatori | Vsevolod Bobrov |

| Arbitri: | Gordon Lee Leo Gagnon |

| |            | |
| (White, P. Esposito) Parisé 01:54 (Cournoyer, Bergman) Ratelle 18:25 (Cashman, Parisé) P. Esposito 24:19 (Clarke, Ellis) Henderson 33:47 | Marcatori  | 03:16 Petrov 32:56 Charlamov (Cygankov) 34:59 Lebedev (Vasil'ev, Anisin) 38:28 Bodunov (Anisin) |
| 35 - P - Tony Esposito 2 - D - Gary Bergman 3 - D - Pat Stapleton 5 - D - Brad Park 6 - AD - Ron Ellis 7 - C - Phil Esposito 12 - AD - Yvan Cournoyer 14 - AD - Wayne Cashman 17 - D - Bill White 18 - C - Jean Ratelle 19 - AS - Paul Henderson 20 - AS - Pete Mahovlich 21 - C - Stan Mikita 22 - AS - Jean-Paul Parisé 23 - D - Serge Savard 25 - D - Guy Lapointe 27 - AS - Frank Mahovlich 28 - C - Bobby Clarke | Formazioni | Vladislav Tret'jak - P - 20 Aleksandr Gusev - D - 2 Vladimir Lutčenko - D - 3 Viktor Kuz'kin - D - 4 Valerij Vasil'ev - D - 6 Gennadij Cygankov - D - 7 Aleksandr Mal'cev - AD - 10 Evgenij Mišakov - AS - 12 Boris Michajlov - AS - 13 Jurij Šatalov - D - 14 Aleksandr Jakušev - AS - 15 Vladimir Petrov - C - 16 Valerij Charlamov - AS - 17 Vladimir Šadrin - C - 19 Vjačeslav Soloduchin - C - 21 Vjačeslav Anisin - C - 22 Jurij Lebedev - AD - 23 Aleksandr Bodunov - AS - 24 |
| Harry Sinden | Allenatori | Vsevolod Bobrov |

| Arbitri: | Gordon Lee Leo Gagnon |

| |            | |
| Perreault 25:37 (P. Esposito, Bergman) Goldsworthy 46:54 (P. Esposito, Goldsworthy) Hull 46:47 | Marcatori  | 02:01 Michajlov (Lutčenko, Petrov) 07:29 Michajlov (Lutčenko, Charlamov) 26:34 Blinov (Petrov, Michajlov) 45:53 Vikulov (Charlamov, Mal'cev) 51:05 Šadrin (Jakušev, Vasil'ev) |
| 29 - P - Ken Dryden 2 - D - Gary Bergman 3 - D - Pat Stapleton 5 - D - Brad Park 6 - AD - Ron Ellis 7 - C - Phil Esposito 8 - AD - Rod Gilbert 9 - AD - Bill Goldsworthy 10 - AS - Dennis Hull 11 - AS - Vic Hadfield 12 - AD - Yvan Cournoyer 16 - D - Rod Seiling 17 - D - Bill White 19 - AS - Paul Henderson 26 - D - Don Awrey 27 - AS - Frank Mahovlich 28 - C - Bobby Clarke 33 - C - Gilbert Perreault | Formazioni | Vladislav Tret'jak - P - 20 Vladimir Lutčenko - D - 3 Viktor Kuz'kin - D - 4 Aleksandr Ragulin - D - 5 Valerij Vasil'ev - D - 6 Gennadij Cygankov - D - 7 Vladimir Vikulov - AD - 8 Jurij Blinov - AS - 9 Aleksandr Mal'cev - AD - 10 Boris Michajlov - AS - 13 Aleksandr Jakušev - AS - 15 Vladimir Petrov - C - 16 Valerij Charlamov - AS - 17 Vladimir Šadrin - C - 19 Vjačeslav Anisin - C - 22 Jurij Lebedev - AD - 23 Aleksandr Bodunov - AS - 24 Evgenij Palad'ev - D - 26 |
| Harry Sinden | Allenatori | Vsevolod Bobrov |

| Arbitri: | Uve Dahlberg Rudolf Batja |

| |            | |
| (Petrov, Kuz'kin) Blinov 43:34 (Ljapkin, Jakušev) Anisin 49:05 (Anisin) Šadrin 49:13 (Ragulin, Charlamov) Gusev 51:41 (Charlamov) Vikulov 54:46 | Marcatori  | 15:30 Parisé (Perreault, Gilbert) 22:36 Clarke (Henderson) 31:47 Henderson (Lapointe, Clarke) 44:56 Henderson (Clarke) |
| 20 - P - Vladislav Tret'jak 2 - D - Aleksandr Gusev 3 - D - Vladimir Lutčenko 4 - D - Viktor Kuz'kin 5 - D - Aleksandr Ragulin 7 - D - Gennadij Cygankov 8 - AD - Vladimir Vikulov 9 - AS - Jurij Blinov 10 - AD - Aleksandr Mal'cev 12 - AS - Evgenij Mišakov 13 - AS - Boris Michajlov 15 - AS - Aleksandr Jakušev 16 - C - Vladimir Petrov 17 - AS - Valerij Charlamov 19 - C - Vladimir Šadrin 22 - C - Vjačeslav Anisin 25 - D - Jurij Ljapkin 29 - AD - Aleksandr Martynjuk | Formazioni | Tony Esposito - P -35 Gary Bergman - D - 2 Pat Stapleton - D - 3 Brad Park - D - 5 Ron Ellis - AD - 6 Phil Esposito - C - 7 Rod Gilbert - AD - 8 Yvan Cournoyer - AD - 12 Rod Seiling - D - 16 Bill White - D - 17 Jean Ratelle - C - 18 Paul Henderson - AS - 19 Pete Mahovlich - AS - 20 Jean-Paul Parisé - AS - 22 Guy Lapointe - D - 25 Frank Mahovlich - AS - 27 Bobby Clarke - C 28 Gilbert Perreault - C -33 |
| Vsevolod Bobrov | Allenatori | Harry Sinden |

| Arbitri: | Josef Kompalla Franz Baader |

| |            | |
| (Jakušev, Šadrin) Ljapkin 21:12 (Šadrin, Ljapkin) Jakušev 37:11 | Marcatori  | 25:13 Hull (Gilbert) 26:21 Cournoyer (Berenson) 26:36 Henderson |
| 20 - P - Vladislav Tret'jak 3 - D - Vladimir Lutčenko 5 - D - Aleksandr Ragulin 6 - D - Valerij Vasil'ev 7 - D - Gennadij Cygankov 8 - AD - Vladimir Vikulov 10 - AD - Aleksandr Mal'cev 13 - AS - Boris Michajlov 14 - D - Jurij Šatalov 15 - AS - Aleksandr Jakušev 16 - C - Vladimir Petrov 17 - AS - Valerij Charlamov 19 - C - Vladimir Šadrin 22 - C - Vjačeslav Anisin 23 - AD - Jurij Lebedev 24 - AS - Aleksandr Bodunov 25 - D - Jurij Ljapkin 30 - C - Aleksandr Volčkov | Formazioni | Ken Dryden - P - 29 Gary Bergman - D - 2 Pat Stapleton - D - 3 Brad Park - D - 5 Ron Ellis - AD - 6 Phil Esposito - C - 7 Rod Gilbert - AD - 8 Dennis Hull - AS - 10 Yvan Cournoyer - AD - 12 Red Berenson - AS - 15 Bill White - D - 17 Jean Ratelle - C - 18 Paul Henderson - AS - 19 Pete Mahovlich - AS - 20 Jean-Paul Parisé - AS - 22 Serge Savard - D - 23 Guy Lapointe - D - 25 Bobby Clarke - C 28 |
| Vsevolod Bobrov | Allenatori | Harry Sinden |

| Arbitri: | Uve Dahlberg Rudolf Batja |

| |            | |
| (Šadrin, Ljapkin) Jakušev 10:17 (Vikulov, Cygankov) Petrov 16:27 (Mal'cev, Lutčenko) Jakušev 45:15 | Marcatori  | 04:09 P. Esposito (Ellis, Park) 17:34 P. Esposito (Parisé, Savard) 42:13 Gilbert (Ratelle, Hull) 57:14 Henderson (Savard) |
| 20 - P - Vladislav Tret'jak 2 - D - Aleksandr Gusev 3 - D - Vladimir Lutčenko 4 - D - Viktor Kuz'kin 5 - D - Aleksandr Ragulin 7 - D - Gennadij Cygankov 8 - AD - Vladimir Vikulov 9 - AS - Jurij Blinov 10 - AD - Aleksandr Mal'cev 12 - AS - Evgenij Mišakov 13 - AS - Boris Michajlov 15 - AS - Aleksandr Jakušev 16 - C - Vladimir Petrov 17 - AS - Valerij Charlamov 19 - C - Vladimir Šadrin 22 - C - Vjačeslav Anisin 25 - D - Jurij Ljapkin 29 - AD - Aleksandr Martynjuk | Formazioni | Tony Esposito - P - 35 Gary Bergman - D - 2 Pat Stapleton - D - 3 Brad Park - D - 5 Ron Ellis - AD - 6 Phil Esposito - C - 7 Rod Gilbert - AD - 8 Yvan Cournoyer - AD - 12 Rod Seiling - D - 16 Bill White - D - 17 Jean Ratelle - C - 18 Paul Henderson - AS - 19 Pete Mahovlich - AS - 20 Jean-Paul Parisé - AS - 22 Guy Lapointe - D - 25 Frank Mahovlich - AS - 27 Bobby Clarke - C 28 Gilbert Perreault - C -33 |
| Vsevolod Bobrov | Allenatori | Harry Sinden |

| Arbitri: | Josef Kompalla Rudolf Batja |

| |            | |
| (Ljapkin, Mal'cev) Jakušev 03:34 (Charlamov) Lutčenko 13:10 Šadrin 20:21 Jakušev 31:43 Vasil'ev 36:44 | Marcatori  | 06:46 P. Esposito (Park) 16:59 Park (Ratelle, Hull) 30:32 White (Gilbert, Ratelle) 42:27 P. Esposito (P. Mahovlich) 52:56 Cournoyer (P. Esposito, Park) 59:25 Henderson (P. Esposito) |
| 20 - P - Vladislav Tret'jak 2 - D - Aleksandr Gusev 3 - D - Vladimir Lutčenko 4 - D - Viktor Kuz'kin 6 - D - Valerij Vasil'ev 7 - D - Gennadij Cygankov 8 - AD - Vladimir Vikulov 9 - AS - Jurij Blinov 10 - AD - Aleksandr Mal'cev 12 - AS - Evgenij Mišakov 13 - AS - Boris Michajlov 15 - AS - Aleksandr Jakušev 16 - C - Vladimir Petrov 17 - AS - Valerij Charlamov 19 - C - Vladimir Šadrin 22 - C - Vjačeslav Anisin 25 - D - Jurij Ljapkin 30 - C - Aleksandr Volčkov | Formazioni | Ken Dryden - P - 29 Gary Bergman - D - 2 Pat Stapleton - D - 3 Brad Park - D - 5 Ron Ellis - AD - 6 Phil Esposito - C - 7 Rod Gilbert - AD - 8 Dennis Hull - AS - 10 Yvan Cournoyer - AD - 12 Bill White - D - 17 Jean Ratelle - C - 18 Paul Henderson - AS - 19 Pete Mahovlich - AS - 20 Jean-Paul Parisé - AS - 22 Serge Savard - D - 23 Guy Lapointe - D - 25 Frank Mahovlich - AS - 27 Bobby Clarke - C 28 |
| Vsevolod Bobrov | Allenatori | Harry Sinden |

## Statistiche

### Statistiche di squadra
| Squadra          | V | S | P | GF | GS | PP | PPG | SHG | PIM |
| ---------------- | - | - | - | -- | -- | -- | --- | --- | --- |
| Canada           | 4 | 3 | 1 | 31 | 32 | 23 | 2   | 1   | 147 |
| Unione Sovietica | 3 | 4 | 1 | 32 | 31 | 38 | 9   | 3   | 84  |

Fonte: MacSkimming 1996.

### Statistiche dei giocatori

#### Canada
| \| # \| Giocatore \| Pos \| PG \| G \| A \| Pts \| PIM \| Club \| \| -- \| ----------------- \| --- \| -- \| - \| - \| --- \| --- \| --------------------- \| \| 7 \| Phil Esposito \| C \| 8 \| 7 \| 6 \| 13 \| 15 \| Boston Bruins \| \| 19 \| Paul Henderson \| AS \| 8 \| 7 \| 3 \| 10 \| 4 \| Toronto Maple Leafs \| \| 28 \| Bobby Clarke \| C \| 8 \| 2 \| 4 \| 6 \| 18 \| Philadelphia Flyers \| \| 12 \| Yvan Cournoyer \| AD \| 8 \| 3 \| 2 \| 5 \| 2 \| Montreal Canadiens \| \| 5 \| Brad Park \| D \| 8 \| 1 \| 4 \| 5 \| 2 \| New York Rangers \| \| 10 \| Dennis Hull \| AS \| 4 \| 2 \| 2 \| 4 \| 4 \| Chicago Black Hawks \| \| 22 \| Jean-Paul Parisé \| AS \| 6 \| 2 \| 2 \| 4 \| 28 \| Minnesota North Stars \| \| 8 \| Rod Gilbert \| AD \| 6 \| 1 \| 3 \| 4 \| 9 \| New York Rangers \| \| 18 \| Jean Ratelle \| C \| 6 \| 1 \| 3 \| 4 \| 0 \| New York Rangers \| \| 2 \| Gary Bergman \| D \| 8 \| 0 \| 3 \| 3 \| 13 \| Detroit Red Wings \| \| 6 \| Ron Ellis \| AD \| 8 \| 0 \| 3 \| 3 \| 8 \| Toronto Maple Leafs \| \| 33 \| Gilbert Perreault \| C \| 2 \| 1 \| 1 \| 2 \| 0 \| Buffalo Sabres \| \| 9 \| Bill Goldsworthy \| AD \| 3 \| 1 \| 1 \| 2 \| 4 \| Minnesota North Stars \| \| 27 \| Frank Mahovlich \| AS \| 6 \| 1 \| 1 \| 2 \| 0 \| Montreal Canadiens \| \| 20 \| Pete Mahovlich \| AS \| 7 \| 1 \| 1 \| 2 \| 4 \| Montreal Canadiens \| \| 17 \| Bill White \| D \| 7 \| 1 \| 1 \| 2 \| 8 \| Chicago Black Hawks \| \| 14 \| Wayne Cashman \| AD \| 2 \| 0 \| 2 \| 2 \| 14 \| Boston Bruins \| \| 23 \| Serge Savard \| D \| 5 \| 0 \| 2 \| 2 \| 0 \| Montreal Canadiens \| \| 21 \| Stan Mikita \| C \| 2 \| 0 \| 1 \| 1 \| 0 \| Chicago Black Hawks \| \| 15 \| Red Berenson \| AS \| 2 \| 0 \| 1 \| 1 \| 0 \| Detroit Red Wings \| \| 25 \| Guy Lapointe \| D \| 7 \| 0 \| 1 \| 1 \| 6 \| Montreal Canadiens \| \| 24 \| Mickey Redmond \| AD \| 1 \| 0 \| 0 \| 0 \| 0 \| Detroit Red Wings \| \| 26 \| Don Awrey \| D \| 2 \| 0 \| 0 \| 0 \| 0 \| Boston Bruins \| \| 11 \| Vic Hadfield \| AS \| 2 \| 0 \| 0 \| 0 \| 0 \| New York Rangers \| \| 16 \| Rod Seiling \| D \| 3 \| 0 \| 0 \| 0 \| 0 \| New York Rangers \| \| 3 \| Pat Stapleton \| D \| 7 \| 0 \| 0 \| 0 \| 0 \| Chicago Black Hawks \| |                   |     |    |   |   |     |     |                       |
| # | Giocatore         | Pos | PG | G | A | Pts | PIM | Club                  |
| 7 | Phil Esposito     | C   | 8  | 7 | 6 | 13  | 15  | Boston Bruins         |
| 19 | Paul Henderson    | AS  | 8  | 7 | 3 | 10  | 4   | Toronto Maple Leafs   |
| 28 | Bobby Clarke      | C   | 8  | 2 | 4 | 6   | 18  | Philadelphia Flyers   |
| 12 | Yvan Cournoyer    | AD  | 8  | 3 | 2 | 5   | 2   | Montreal Canadiens    |
| 5 | Brad Park         | D   | 8  | 1 | 4 | 5   | 2   | New York Rangers      |
| 10 | Dennis Hull       | AS  | 4  | 2 | 2 | 4   | 4   | Chicago Black Hawks   |
| 22 | Jean-Paul Parisé  | AS  | 6  | 2 | 2 | 4   | 28  | Minnesota North Stars |
| 8 | Rod Gilbert       | AD  | 6  | 1 | 3 | 4   | 9   | New York Rangers      |
| 18 | Jean Ratelle      | C   | 6  | 1 | 3 | 4   | 0   | New York Rangers      |
| 2 | Gary Bergman      | D   | 8  | 0 | 3 | 3   | 13  | Detroit Red Wings     |
| 6 | Ron Ellis         | AD  | 8  | 0 | 3 | 3   | 8   | Toronto Maple Leafs   |
| 33 | Gilbert Perreault | C   | 2  | 1 | 1 | 2   | 0   | Buffalo Sabres        |
| 9 | Bill Goldsworthy  | AD  | 3  | 1 | 1 | 2   | 4   | Minnesota North Stars |
| 27 | Frank Mahovlich   | AS  | 6  | 1 | 1 | 2   | 0   | Montreal Canadiens    |
| 20 | Pete Mahovlich    | AS  | 7  | 1 | 1 | 2   | 4   | Montreal Canadiens    |
| 17 | Bill White        | D   | 7  | 1 | 1 | 2   | 8   | Chicago Black Hawks   |
| 14 | Wayne Cashman     | AD  | 2  | 0 | 2 | 2   | 14  | Boston Bruins         |
| 23 | Serge Savard      | D   | 5  | 0 | 2 | 2   | 0   | Montreal Canadiens    |
| 21 | Stan Mikita       | C   | 2  | 0 | 1 | 1   | 0   | Chicago Black Hawks   |
| 15 | Red Berenson      | AS  | 2  | 0 | 1 | 1   | 0   | Detroit Red Wings     |
| 25 | Guy Lapointe      | D   | 7  | 0 | 1 | 1   | 6   | Montreal Canadiens    |
| 24 | Mickey Redmond    | AD  | 1  | 0 | 0 | 0   | 0   | Detroit Red Wings     |
| 26 | Don Awrey         | D   | 2  | 0 | 0 | 0   | 0   | Boston Bruins         |
| 11 | Vic Hadfield      | AS  | 2  | 0 | 0 | 0   | 0   | New York Rangers      |
| 16 | Rod Seiling       | D   | 3  | 0 | 0 | 0   | 0   | New York Rangers      |
| 3 | Pat Stapleton     | D   | 7  | 0 | 0 | 0   | 0   | Chicago Black Hawks   |

| \| # \| Giocatore \| PG \| V \| S \| P \| GS \| MGS \| SV% \| Club \| \| -- \| ------------- \| -- \| - \| - \| - \| -- \| ---- \| ---- \| ------------------ \| \| 35 \| Tony Esposito \| 4 \| 2 \| 1 \| 1 \| 13 \| 3.33 \| .882 \| C. Black Hawks \| \| 29 \| Ken Dryden \| 4 \| 2 \| 2 \| 0 \| 19 \| 4.75 \| .838 \| Montreal Canadiens \| |               |    |   |   |   |    |      |      |                    |
| # | Giocatore     | PG | V | S | P | GS | MGS  | SV%  | Club               |
| 35 | Tony Esposito | 4  | 2 | 1 | 1 | 13 | 3.33 | .882 | C. Black Hawks     |
| 29 | Ken Dryden    | 4  | 2 | 2 | 0 | 19 | 4.75 | .838 | Montreal Canadiens |

Fonti: The Globe and Mail, Society for International Hockey Research
Giocatori non schierati
Tutti i giocatori disputarono le amichevoli contro la Svezia, con l'eccezione di Bobby Orr.
- Brian Glennie (#38), Jocelyn Guevremont (#37), Bobby Orr (#4), Dale Tallon (#32) - difensori
- Rick Martin (#36) - attaccante
- Eddie Johnston (#1) - portiere

Numeri di maglia: The Globe and Mail
Allenatori
- Harry Sinden - allenatore
- John Ferguson - vice allenatore

#### Unione Sovietica
| \| # \| Giocatore \| Pos \| PG \| G \| A \| Pts \| PIM \| Club \| \| -- \| -------------------- \| --- \| -- \| - \| - \| --- \| --- \| --------------- \| \| 15 \| Aleksandr Jakušev \| AS \| 8 \| 7 \| 4 \| 11 \| 2 \| Spartak Mosca \| \| 19 \| Vladimir Šadrin \| C \| 8 \| 3 \| 5 \| 8 \| 0 \| Spartak Mosca \| \| 16 \| Vladimir Petrov \| C \| 8 \| 3 \| 4 \| 7 \| 10 \| CSKA Mosca \| \| 17 \| Valerij Charlamov \| AS \| 7 \| 3 \| 4 \| 7 \| 16 \| CSKA Mosca \| \| 13 \| Boris Michajlov \| AS \| 8 \| 3 \| 2 \| 5 \| 7 \| CSKA Mosca \| \| 25 \| Jurij Ljapkin \| D \| 6 \| 1 \| 4 \| 5 \| 2 \| Spartak Mosca \| \| 10 \| Aleksandr Mal'cev \| AD \| 8 \| 0 \| 5 \| 5 \| 0 \| Dinamo Mosca \| \| 3 \| Vladimir Lutčenko \| D \| 8 \| 1 \| 3 \| 4 \| 0 \| CSKA Mosca \| \| 22 \| Vjačeslav Anisin \| C \| 7 \| 1 \| 3 \| 4 \| 2 \| CSKA Mosca \| \| 11 \| Evgenij Zimin \| A \| 2 \| 2 \| 1 \| 3 \| 0 \| Spartak Mosca \| \| 8 \| Vladimir Vikulov \| AD \| 6 \| 2 \| 1 \| 3 \| 0 \| CSKA Mosca \| \| 9 \| Jurij Blinov \| AS \| 5 \| 2 \| 1 \| 3 \| 2 \| CSKA Mosca \| \| 6 \| Valerij Vasil'ev \| D \| 6 \| 1 \| 2 \| 3 \| 2 \| Dinamo Mosca \| \| 24 \| Aleksandr Bodunov \| AS \| 3 \| 1 \| 0 \| 1 \| 0 \| CSKA Mosca \| \| 23 \| Jurij Lebedev \| AD \| 3 \| 1 \| 0 \| 1 \| 2 \| CSKA Mosca \| \| 2 \| Aleksandr Gusev \| D \| 6 \| 1 \| 0 \| 1 \| 2 \| CSKA Mosca \| \| 5 \| Aleksandr Ragulin \| D \| 6 \| 0 \| 1 \| 1 \| 4 \| CSKA Mosca \| \| 7 \| Gennadij Cygankov \| D \| 8 \| 0 \| 1 \| 1 \| 4 \| CSKA Mosca \| \| 4 \| Viktor Kuz'kin \| D \| 7 \| 0 \| 1 \| 1 \| 8 \| CSKA Mosca \| \| 12 \| Evgenij Mišakov \| AS \| 6 \| 0 \| 0 \| 0 \| 11 \| CSKA Mosca \| \| 26 \| Evgenij Palad'ev \| D \| 3 \| 0 \| 0 \| 0 \| 0 \| Spartak Mosca \| \| 30 \| Aleksandr Volčkov \| C \| 3 \| 0 \| 0 \| 0 \| 0 \| CSKA Mosca \| \| 14 \| Jurij Šatalov \| D \| 2 \| 0 \| 0 \| 0 \| 0 \| Kryl'ja Sovetov \| \| 29 \| Aleksandr Martynjuk \| AD \| 1 \| 0 \| 0 \| 0 \| 0 \| Spartak Mosca \| \| 21 \| Vjačeslav Soloduchin \| C \| 1 \| 0 \| 0 \| 0 \| 0 \| SKA Leningrado \| \| 18 \| Vjačeslav Staršinov \| C \| 1 \| 0 \| 0 \| 0 \| 0 \| Spartak Mosca \| |                      |     |    |   |   |     |     |                 |
| # | Giocatore            | Pos | PG | G | A | Pts | PIM | Club            |
| 15 | Aleksandr Jakušev    | AS  | 8  | 7 | 4 | 11  | 2   | Spartak Mosca   |
| 19 | Vladimir Šadrin      | C   | 8  | 3 | 5 | 8   | 0   | Spartak Mosca   |
| 16 | Vladimir Petrov      | C   | 8  | 3 | 4 | 7   | 10  | CSKA Mosca      |
| 17 | Valerij Charlamov    | AS  | 7  | 3 | 4 | 7   | 16  | CSKA Mosca      |
| 13 | Boris Michajlov      | AS  | 8  | 3 | 2 | 5   | 7   | CSKA Mosca      |
| 25 | Jurij Ljapkin        | D   | 6  | 1 | 4 | 5   | 2   | Spartak Mosca   |
| 10 | Aleksandr Mal'cev    | AD  | 8  | 0 | 5 | 5   | 0   | Dinamo Mosca    |
| 3 | Vladimir Lutčenko    | D   | 8  | 1 | 3 | 4   | 0   | CSKA Mosca      |
| 22 | Vjačeslav Anisin     | C   | 7  | 1 | 3 | 4   | 2   | CSKA Mosca      |
| 11 | Evgenij Zimin        | A   | 2  | 2 | 1 | 3   | 0   | Spartak Mosca   |
| 8 | Vladimir Vikulov     | AD  | 6  | 2 | 1 | 3   | 0   | CSKA Mosca      |
| 9 | Jurij Blinov         | AS  | 5  | 2 | 1 | 3   | 2   | CSKA Mosca      |
| 6 | Valerij Vasil'ev     | D   | 6  | 1 | 2 | 3   | 2   | Dinamo Mosca    |
| 24 | Aleksandr Bodunov    | AS  | 3  | 1 | 0 | 1   | 0   | CSKA Mosca      |
| 23 | Jurij Lebedev        | AD  | 3  | 1 | 0 | 1   | 2   | CSKA Mosca      |
| 2 | Aleksandr Gusev      | D   | 6  | 1 | 0 | 1   | 2   | CSKA Mosca      |
| 5 | Aleksandr Ragulin    | D   | 6  | 0 | 1 | 1   | 4   | CSKA Mosca      |
| 7 | Gennadij Cygankov    | D   | 8  | 0 | 1 | 1   | 4   | CSKA Mosca      |
| 4 | Viktor Kuz'kin       | D   | 7  | 0 | 1 | 1   | 8   | CSKA Mosca      |
| 12 | Evgenij Mišakov      | AS  | 6  | 0 | 0 | 0   | 11  | CSKA Mosca      |
| 26 | Evgenij Palad'ev     | D   | 3  | 0 | 0 | 0   | 0   | Spartak Mosca   |
| 30 | Aleksandr Volčkov    | C   | 3  | 0 | 0 | 0   | 0   | CSKA Mosca      |
| 14 | Jurij Šatalov        | D   | 2  | 0 | 0 | 0   | 0   | Kryl'ja Sovetov |
| 29 | Aleksandr Martynjuk  | AD  | 1  | 0 | 0 | 0   | 0   | Spartak Mosca   |
| 21 | Vjačeslav Soloduchin | C   | 1  | 0 | 0 | 0   | 0   | SKA Leningrado  |
| 18 | Vjačeslav Staršinov  | C   | 1  | 0 | 0 | 0   | 0   | Spartak Mosca   |

| \| # \| Giocatore \| PG \| V \| S \| P \| GS \| MGS \| SV% \| Club \| \| -- \| ------------------ \| -- \| - \| - \| - \| -- \| ---- \| ---- \| ---------- \| \| 20 \| Vladislav Tret'jak \| 8 \| 3 \| 4 \| 1 \| 31 \| 3.88 \| .882 \| CSKA Mosca \| |                    |    |   |   |   |    |      |      |            |
| # | Giocatore          | PG | V | S | P | GS | MGS  | SV%  | Club       |
| 20 | Vladislav Tret'jak | 8  | 3 | 4 | 1 | 31 | 3.88 | .882 | CSKA Mosca |

Fonti: The Globe and Mail, Society for International Hockey Research
Giocatori non schierati
- Vitalij Davydov - difensore
- Anatolij Firsov - ala sinistra
- Viktor Zinger (#1), Aleksandr Sidel'nikov (#27), Aleksandr Paškov - portieri

Numeri di maglia: The Globe and Mail
Allenatori
- Vsevolod Bobrov - allenatore
- Boris Kulagin - vice allenatore